# Narodowe Muzeum Powozów
Narodowe Muzeum Powozów (port. Museu Nacional dos Coches) – muzeum znajdujące się w dzielnicy Belém w Lizbonie, w Portugalii. Muzeum posiada jedną z najlepszych kolekcji powozów historycznych na świecie i jest jednym z najczęściej odwiedzanych muzeów w Lizbonie.
Muzeum mieściło się w starej arenie jazdy konnej Pałacu Belém, dawnego pałącu królewskiego, który jest teraz oficjalną rezydencją prezydenta Portugalii. Arena jazdy konnej została zbudowana po 1787 roku według projektu włoskiego architekta Giacomo Azzoliniego. Obrazy i azulejos są autorstwa artystów portugalskich. Mieszcząca się wewnątrz budynku arena ma 50 m długości i 17 m szerokości. Była używana do ujeżdżania koni i pokazów jazdy konnej, które można było oglądać z balkonów portugalskiej rodziny królewskiej. Teraz ekspozycję przeniesiono do nowego budynku po drugiej stronie ulicy.
Muzeum zostało utworzone w 1905 roku przez królową Amelię, która zgromadziła bogaty zbiór powozów należących do portugalskiej rodziny królewskiej i arystokracji. Kolekcja daje pełny obraz rozwoju powozów od końca XVI wieku do wieku XIX i obejmuje pojazdy wykonane we Włoszech, Portugalii, Francji, Hiszpanii, Austrii i Anglii.
Część kolekcji muzeum mieści się w pałacu w Vila Viçosa na południu Portugalii.